# Александар Едлер
Улф Никлас Александар Едлер (швед. Ulf Niklas Alexander Edler — Естерсунд, 21. април 1986) професионални је шведски хокејаш на леду који игра на позицијама одбрамбеног играча.
Члан је сениорске репрезентације Шведске за коју је на међународној сцени дебитовао на светском првенству 2008. године. Двоструки је светски првак са светских првенстава 2013. и 2017. године. Био је члан шведског олимпијског тима на ЗОИ 2014. у Сочију где је освојио сребрну олимпијску медаљу.
Учествовао је на улазном драфту НХЛ лиге 2004. где га је као 91. пика у трећој рунди одабрала екипа Ванкувер канакса. За Канаксе је дебитовао у сезони 2006/07.